# Tyrone (Geórgia)
Tyrone é uma cidade  localizada no estado americano de Geórgia, no Condado de Fayette.

## Demografia
Segundo o censo americano de 2000, a sua população era de 3916 habitantes.
Em 2006, foi estimada uma população de 6273, um aumento de 2357 (60.2%).

## Geografia
De acordo com o United States Census Bureau tem uma área de 33,1 km², dos quais 32,8 km² cobertos por terra e 0,3 km² cobertos por água. Tyrone localiza-se a aproximadamente 292 m acima do nível do mar.

## Localidades na vizinhança
O diagrama seguinte representa as localidades num raio de 16 km ao redor de Tyrone.